# Natação nos Jogos Pan-Americanos de 2007

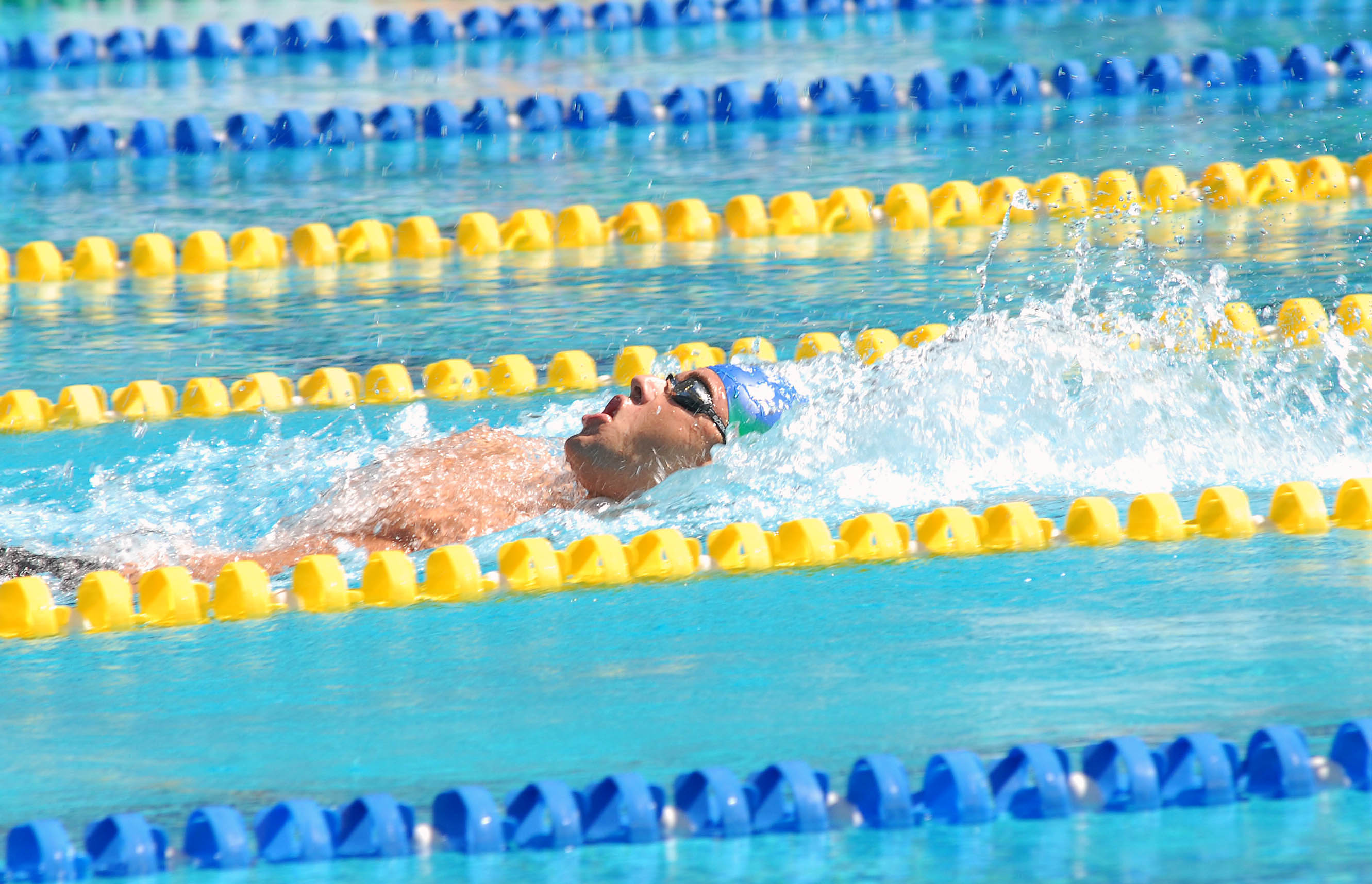
Thiago Pereira, maior medalhista individual da modalidade no Pan, durante a final dos 200 m medley

A natação nos Jogos Pan-Americanos de 2007 foi realizada nos dias 14 de julho e de 16 a 22 de julho. Foram disputadas 34 provas, 17 masculinas e 17 femininas. As provas na piscina ocorreram no Parque Aquático Maria Lenk do Complexo Esportivo Cidade dos Esportes e a maratona aquática aconteceu no mar da Praia de Copacabana.
Em 17 de dezembro de 2007 a Organização Desportiva Pan-Americana (ODEPA) anunciou a retirada de medalhas de alguns atletas após resultado positivo em exames anti-doping realizados durante os Jogos. Rebeca Gusmão foi incluída na lista por uso de testosterona exógena (não produzidas pelo corpo) e perdeu as duas medalhas de ouro, uma prata e uma de bronze conquistadas, as duas últimas com as equipes de revezamento. Arlene Semeco da Venezuela herdou as duas medalhas de ouro nas provas dos 50 e 100 metros livre.

## Medalhistas
Masculino
| Evento                        | Ouro | Ouro      | Prata | Prata     | Bronze                                                                                          | Bronze    |
| ----------------------------- | --- | --------- | --- | --------- | ----------------------------------------------------------------------------------------------- | --------- |
| 50 metros livre detalhes      | César Cielo Filho BRA Brasil                                                                                                   | 21.84     | Nicholas Santos BRA Brasil | 22.18     | George Bovell TRI Trinidad e Tobago                                                             | 22.36     |
| 100 metros livre detalhes     | César Cielo Filho BRA Brasil                                                                                                   | 48.79     | José Meolans ARG Argentina | 49.42     | Gabriel Woodward USA Estados Unidos                                                             | 49.59     |
| 200 metros livre detalhes     | Matthew Owen USA Estados Unidos                                                                                                | 1:48.78   | Shaune Fraser CAY Ilhas Cayman | 1:48.95   | Adam Sioui CAN Canadá                                                                           | 1:48.97   |
| 400 metros livre detalhes     | Matt Patton USA Estados Unidos                                                                                                 | 3:49.77   | Tobias Work USA Estados Unidos | 3:50.62   | Armando Negreiros BRA Brasil                                                                    | 3:51.18   |
| 1500 metros livre detalhes    | Charles Peterson USA Estados Unidos                                                                                            | 15:12.33  | Ricardo Monasterio VEN Venezuela | 15:23.28  | Kier Maitland CAN Canadá                                                                        | 15:25.28  |
| 100 metros costas detalhes    | Randall Bal USA Estados Unidos                                                                                                 | 53.66     | Peter Marshall USA Estados Unidos | 54.64     | Thiago Pereira BRA Brasil                                                                       | 54.75     |
| 200 metros costas detalhes    | Thiago Pereira BRA Brasil | 1:58.42   | Tyler Clary USA Estados Unidos | 1:59.24   | Lucas Salatta BRA Brasil                                                                        | 1:59.51   |
| 100 metros peito detalhes     | Scott Dickens CAN Canadá | 1:01.20   | Gabriel Woodward USA Estados Unidos | 1:01.24   | Mathieu Bois CAN Canadá                                                                         | 1:01.83   |
| 200 metros peito detalhes     | Thiago Pereira BRA Brasil | 2:13.51   | Henrique Barbosa BRA Brasil | 2:13.83   | Scott Spann USA Estados Unidos                                                                  | 2:13.98   |
| 100 metros borboleta detalhes | Kaio Márcio de Almeida BRA Brasil                                                                                              | 52.05     | Gabriel Mangabeira BRA Brasil | 52.43     | Albert Subirats VEN Venezuela                                                                   | 52.78     |
| 200 metros borboleta detalhes | Kaio Márcio de Almeida BRA Brasil                                                                                              | 1:55.45   | Eddie Erazo USA Estados Unidos | 1:57.07   | Juan Veloz MEX México                                                                           | 1:58.43   |
| 200 metros medley detalhes    | Thiago Pereira BRA Brasil | 1:57.79   | Robert Margalis USA Estados Unidos | 2:00.69   | Bradley Ally BAR Barbados                                                                       | 2:00.96   |
| 400 metros medley detalhes    | Thiago Pereira BRA Brasil | 4:11.14   | Robert Margalis USA Estados Unidos | 4:17.52   | Keith Beavers CAN Canadá                                                                        | 4:19.01   |
| 4x100 metros detalhes         | Fernando Silva Eduardo Deboni Nicolas Oliveira César Cielo Filho Thiago Pereira* Nicholas Santos* BRA Brasil                   | 3:15.90   | Gabriel Woodward Ricky Berens Dale Rogers Andy Grant Gary Hall Jr.* Alex Righi* USA Estados Unidos                                                  | 3:16.66   | Albert Subirats Octavio Alesi Luis Rojas Crox Acuña Jesús Casanova* Reymer Vezga* VEN Venezuela | 3:18.97   |
| 4x200 metros detalhes         | Thiago Pereira Rodrigo Castro Lucas Salatta Nicolas Oliveira BRA Brasil                                                        | 7:12.27   | Ricky Berens Matthew Owen Andy Grant Robert Margalis USA Estados Unidos                                                                             | 7:15.00   | Chad Hankewich Stefan Hirniak Pascal Wollach Adam Sioui CAN Canadá                              | 7:17.73   |
| 4x100 metros medley detalhes  | Randall Bal Mark Gangloff Ricky Berens Andy Grant Peter Marshall* Christian Schurr* Pat O'Neil* Alex Righi* USA Estados Unidos | 3:34.37   | Thiago Pereira Henrique Barbosa Kaio Márcio de Almeida César Cielo Filho Lucas Salatta* Felipe Lima* Gabriel Mangabeira* Eduardo Deboni* BRA Brasil | 3:35.81   | Matthew Hawes Scott Dickens Joe Bartoch Adam Sioui Mathieu Bois* Chad Hankewich* CAN Canadá     | 3:38.16   |
| Maratona 10 km detalhes       | Francis Crippen USA Estados Unidos                                                                                             | 2:02:24.1 | Charles Peterson USA Estados Unidos | 2:02.29.2 | Allan do Carmo BRA Brasil                                                                       | 2:03:53.7 |

* Nadadores que participaram apenas das eliminatórias dos revezamentos, mas que também recebem medalhas.
Feminino
| Evento                        | Ouro | Ouro      | Prata | Prata     | Bronze                                                                                             | Bronze    |
| ----------------------------- | --- | --------- | --- | --------- | -------------------------------------------------------------------------------------------------- | --------- |
| 50 metros livre detalhes      | Arlene Semeco VEN Venezuela                                                                               | 25.05     | Vanessa García PUR Porto Rico | 25.22     | Flávia Delaroli BRA Brasil                                                                         | 25.46     |
| 100 metros livre detalhes     | Arlene Semeco VEN Venezuela                                                                               | 55.17     | Flávia Delaroli BRA Brasil | 55.78     | Vanessa García PUR Porto Rico                                                                      | 55.84     |
| 200 metros livre detalhes     | Ava Ohlgren USA Estados Unidos                                                                            | 2:00.03   | Stephanie Horner CAN Canadá | 2:00.29   | Monique Ferreira BRA Brasil                                                                        | 2:01.38   |
| 400 metros livre detalhes     | Jessica Rodriquez USA Estados Unidos                                                                      | 4:12.22   | Patricia Miyamoto MEX México | 4:13.34   | Corinne Showalter USA Estados Unidos                                                               | 4:13.72   |
| 800 metros livre detalhes     | Caroline Burckle USA Estados Unidos                                                                       | 8:35.10   | Patricia Miyamoto MEX México | 8:38.92   | Savannah King CAN Canadá                                                                           | 8:39.36   |
| 100 metros costas detalhes    | Julia Smit USA Estados Unidos                                                                             | 1:02.01   | Fabiola Molina BRA Brasil | 1:02.18   | Liz Whycliffe CAN Canadá                                                                           | 1:02.46   |
| 200 metros costas detalhes    | Teresa Crippen USA Estados Unidos                                                                         | 2:10.57   | Julia Smit USA Estados Unidos | 2:11.18   | Liz Wycliffe CAN Canadá                                                                            | 2:13.29   |
| 100 metros peito detalhes     | Michelle McKeehan USA Estados Unidos                                                                      | 1:08.49   | Annamay Pierse CAN Canadá | 1:08.72   | Elizabeth Tinnon USA Estados Unidos                                                                | 1:09.18   |
| 200 metros peito detalhes     | Caitlin Leverenz USA Estados Unidos                                                                       | 2:25.62   | Annamay Pierse CAN Canadá | 2:26.79   | Keri Hehn USA Estados Unidos                                                                       | 2:28.20   |
| 100 metros borboleta detalhes | Kathleen Hersey USA Estados Unidos                                                                        | 59.21     | Sam Woodward USA Estados Unidos | 59.98     | Gabriella Silva BRA Brasil                                                                         | 1:00.50   |
| 200 metros borboleta detalhes | Kathleen Hersey USA Estados Unidos                                                                        | 2:07.64   | Courtney Kalisz USA Estados Unidos                                                                                                   | 2:12.75   | Daiene Dias BRA Brasil                                                                             | 2:13.35   |
| 200 metros medley detalhes    | Julia Smit USA Estados Unidos                                                                             | 2:13.07   | Emily Kukors USA Estados Unidos | 2:13.88   | Stephanie Horner CAN Canadá                                                                        | 2:15.42   |
| 400 metros medley detalhes    | Kathleen Hersey USA Estados Unidos                                                                        | 4:44.08   | Teresa Crippen USA Estados Unidos | 4:46.18   | Georgina Bardach ARG Argentina                                                                     | 4:47.46   |
| 4x100 metros detalhes         | Julia Smit Sam Woodward Emily Kukors Maritza Correia Lauren Thies* Michele King* USA Estados Unidos       | 3:41.97   | Elizabeth Collins Seanna Mitchell Chanelle Charron-Watson Hilary Bell CAN Canadá                                                     | 3:46.23   | Arlene Semeco Erin Volcán Ximena Vilar Yanel Pinto Jeserick Pinto* Jennifer Marquez* VEN Venezuela | 3:52.87   |
| 4x200 metros detalhes         | Jessica Rodriquez Emily Kukors Ava Ohlgren Katie Carroll Lauren Thies* Teresa Crippen* USA Estados Unidos | 8:02.03   | Chanelle Charron-Watson Elizabeth Collins Hilary Bell Stephanie Horner Savannah King* Zsofia Balazs* CAN Canadá                      | 8:04.56   | Tatiana Barbosa Monique Ferreira Manuella Lyrio Paula Baracho Joanna Maranhão* BRA Brasil          | 8:13.15   |
| 4x100 metros medley detalhes  | Julia Smit Michelle McKeehan Kathleen Hersey Maritza Correia Brielle White* USA Estados Unidos            | 4:04.60   | Liz Wycliffe Annamay Pierse Stephanie Horner Chanelle Charron-Watson Caitilin Meredith* Jillian Tyler* Elizabeth Collins* CAN Canadá | 4:07.85   | Alana Dillette Alicia Lightbourne Arianna Vanderpool Nikia Deveaux BAH Bahamas                     | 4:18.97   |
| Maratona 10 km detalhes       | Chloe Sutton USA Estados Unidos                                                                           | 2:13:47.6 | Poliana Okimoto BRA Brasil | 2:13:48.4 | Tanya Hunks CAN Canadá                                                                             | 2:13:50.5 |

* Nadadores que participaram apenas das eliminatórias dos revezamentos, mas que também recebem medalhas.

## Quadro de medalhas
| Ordem | País                  | Medalha de ouro | Medalha de prata | Medalha de bronze |     |
| ----- | --------------------- | --------------- | ---------------- | ----------------- | --- |
| 1     | USA Estados Unidos    | 21              | 15               | 5                 | 41  |
| 2     | BRA Brasil            | 10              | 7                | 9                 | 26  |
| 3     | VEN Venezuela         | 2               | 1                | 3                 | 7   |
| 4     | CAN Canadá            | 1               | 6                | 11                | 18  |
| 5     | MEX México            |                 | 2                | 1                 | 3   |
| 6     | ARG Argentina         |                 | 1                | 1                 | 2   |
| 6     | PUR Porto Rico        |                 | 1                | 1                 | 2   |
| 8     | CAY Ilhas Cayman      |                 | 1                |                   | 1   |
| 9     | BAH Bahamas           |                 |                  | 1                 | 1   |
| 9     | BAR Barbados          |                 |                  | 1                 | 1   |
| 9     | TRI Trinidad e Tobago |                 |                  | 1                 | 1   |
| TOTAL | TOTAL                 | 34              | 34               | 34                | 102 |